# Kościół na Svalbardzie
Kościół na Svalbardzie (norw. Svalbard Kirke) – świątynia ewangelicko-augsburska należąca do Kościoła Norwegii, diecezji Nord-Hålogaland (z siedzibą w Tromsø), zlokalizowana na wyspie Spitsbergen, w miejscowości Longyearbyen. Jest najbardziej na północ wysuniętą świątynią na świecie. Do innych rekordowo wysuniętych na północ świątyń chrześcijańskich należą cerkwie w Barentsburgu i Diksonie, zaś najdalej na północ wysuniętą świątynia katolicką jest kościół w Pond Inlet w Kanadzie.

## Historia
W lipcu 1921 rozpoczęto budowę pierwszego kościoła protestanckiego na Svalbardzie, pod wezwaniem Naszego Zbawiciela, który ukończono w 50 dni. Fundatorem była Store Norske Spisbergen Kullkompani. Został konsekrowany 28 sierpnia 1921. Po podpisaniu Traktatu Spitsbergeńskiego i przyznaniu Norwegii praw do wyspy, biskup Eivind Berggrav złożył pierwszą nieoficjalną wizytę w świątyni w 1935.
W 1941 wyspa została ewakuowana. Ówczesny pastor, Just Phillip Christian Kruse, zabrał do Wielkiej Brytanii srebra ołtarzowe, chrzcielnicę i księgi. W 1943 Longyearbyen zostało zbombardowane przez Niemców, a kościół spłonął. W 1949 na proboszcza wyspy mianowana Severina Riibera. W 1956 położono kamień węgielny pod nową świątynię. Budowę rozpoczęto w 1957, konsekracja nastąpiła 24 sierpnia 1958. 

## Architektura i wyposażenie
Obiekt ma 140 miejsc i jest chroniony jako zabytek kultury. Poddano go renowacji w 2004. Podzielony jest na część kościelną, parafialną i mieszkalną (podpiwniczoną). Wewnątrz znajdują się pierwotne srebrne świeczniki ołtarzowe, które były darem króla Haakona i królowej Maud, a także stara chrzcielnica.
Kościół ma wyraźny profil ekumeniczny. Ponieważ jest to świątynia dla całego archipelagu, mogą korzystać z niej katolicy, prawosławni i inni. Służy mieszkańcom Barentsburga, Svea, Ny-Ålesundu, Hopen, Bjørnøya i stacji traperskich.